# 孫思恭
孙思恭（?—?），字彦先。登州（今山东蓬莱）人，北宋政治人物。

## 生平
精通天文历算，曾中進士，但因遭父丧，在家丁憂。後任宛丘縣令，與轉運使不合，不久弃官而去。後來吴奎荐补国子直讲，加秘阁校理。宋神宗未登基時，思恭在藩邸为太子说书，又为侍讲、直集贤院。神宗即位，擢拔為天章阁待制，有所见，必密疏以闻。曾竭力為歐陽修辯護，遂和欧阳修友好。出知江宁府、邓州，因病移官单州，管幹南京留司御史台。不久卒。

## 著作
著有《尧年至熙宁长历》。

## 延伸阅读
[在维基数据编辑]
 《宋史/卷322》，出自脱脱《宋史》